# آرنو ولفارتر
آرنو ولفارتر (آلمانی: Arno Wohlfahrter؛ زادهٔ ۲۷ نوامبر ۱۹۶۴) دوچرخه‌سوار اهل اتریش است. وی قهرمان مسابقات ملی دوچرخه‌سواری جاده در سال ۱۹۸۷ شده است.